# Авані Грегг
Авані Грегг (англ. Avani Gregg, нар. 23 листопада 2002, Браунсбург, Індіана США) — американська інфлуенсерка, яка здобула популярність у TikTok. Вона грає Джемму у веб-серіалі Chicken Girls. У 2019 році отримала нагороду Shorty Award як TikToker року, а у 2020 році увійшла до списку Forbes 30 Under 30 у категорії соціальних мереж.

## Раннє життя
Грегг народилася в Браунсбурзі, штат Індіана, 23 листопада 2002. Вона індійського, монгольського та афроамериканського походження. У неї є дві сестри, Шанті (яка також є впливовою особою в соціальних мережах) і Прія.
У дитинстві Грегг брала участь у змаганнях із гімнастики, поки не отримала стресовий перелом спини в липні 2019 року.
Грегг закінчила середню школу достроково після літніх занять.

## Кар'єра
Грегг публікує вміст, пов'язаний з красою та макіяжем. У 2019 році перше вірусне відео Грегг у TikTok про її перевтілення в клоуна у стилі Харлі Квінн змусило глядачів прозвати її «Дівчина-клоун». У грудні 2019 року разом зі своїм найкращим другом Чарлі Д'Амеліо приєдналася до лос-анджелеського колективу The Hype House.
У вересні 2020 року вона оголосила про майбутні мемуари, опубліковані Gallery Books.

### Веб-серіал
Грегг грає персонаж Джемми у веб-серіал Chicken Girls.
У листопаді 2020 року вона почала вести ток-шоу «Here For It» на Facebook Watch, у якому допомагала шанувальникам із проблемами Gen-Z.

## Особисте життя
Грегг переїхала до Лос-Анджелеса з матір'ю на початку 2020 року.
У березні 2020 року Грегг підтвердила, що перебуває у стосунках з особистістю[що?] соціальних мереж Ентоні Рівзом. Вони познайомилися три роки тому через Musical.ly (попередник TikTok).
Пізніше Грегг зустрічалася з Квевіном Марітцем, колегою по TikTokker.

## Нагороди та номінації
| Рік  | Нагорода        | Категорія    | Результат    | Прим.  |
| ---- | --------------- | ------------ | ------------ | ------ |
| 2019 | Премія Шорті    | TikToker     | Перемога     | [ 16 ] |
| 2020 | Forbes 30 до 30 | Соц.медіа    | У шорт-листі | [ 2 ]  |
| 2021 | Streamy Awards  | Спосіб життя | Номінація    | [ 17 ] |
| 2021 | Streamy Awards  | Творець року | Номінація    | [ 18 ] |